# Scharlenbachtal-Hofwald

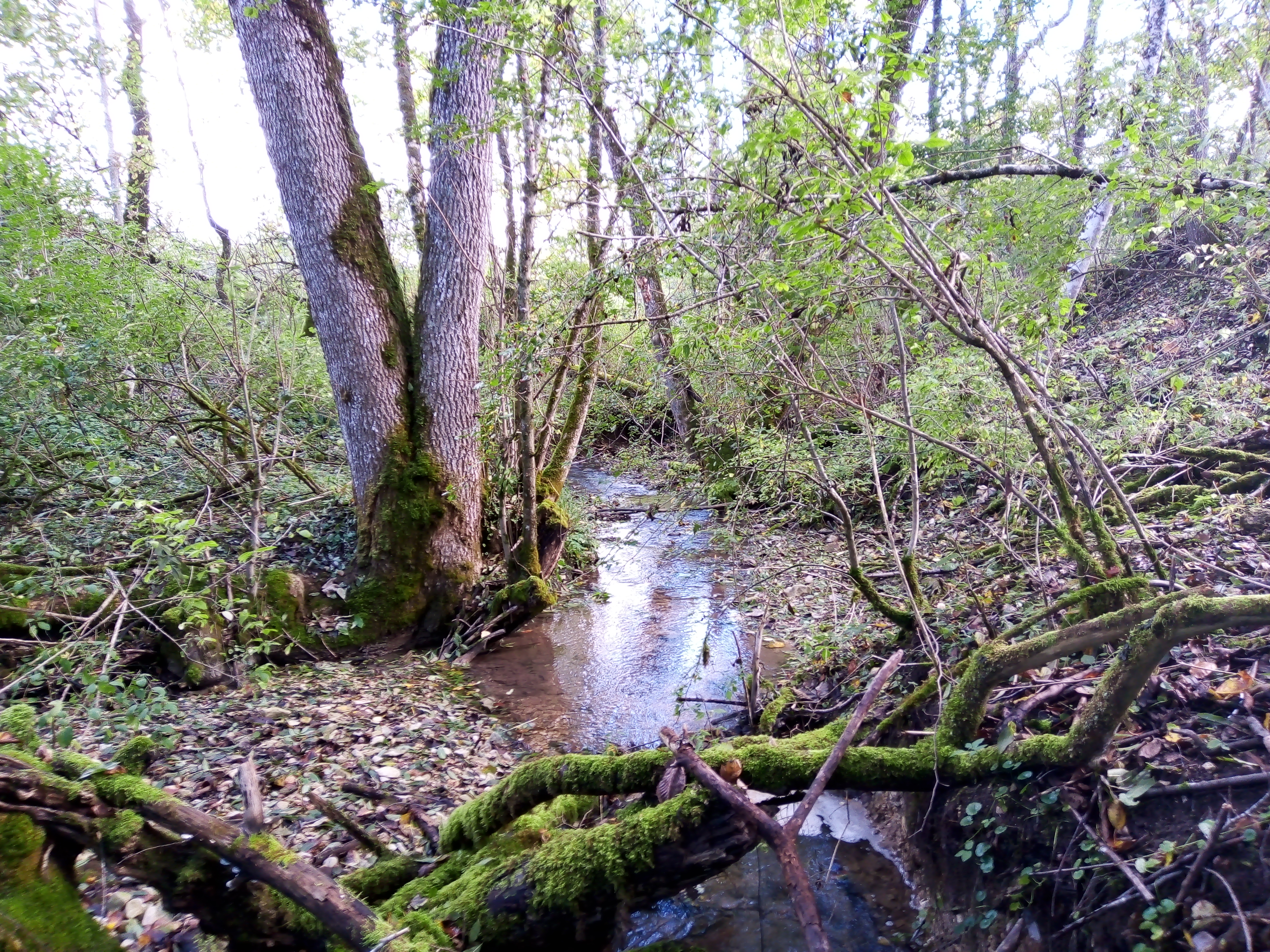
Der Scharlenbach im NSG

Das Gebiet Scharlenbachtal-Hofwald ist ein vom Regierungspräsidium Tübingen am 10. April 2002 durch Verordnung ausgewiesenes Naturschutzgebiet auf dem Gebiet der Stadt Burladingen im Zollernalbkreis.

## Lage
Das Naturschutzgebiet Scharlenbachtal-Hofwald liegt westlich des Burladinger Ortsteils Starzeln im Tal des Scharlenbachs und des Kleintälebachs. 
Es liegt vollständig auf der Gemarkung Starzeln. Dabei liegen folgende Gewanne ganz oder größtenteils im Naturschutzgebiet: Alt und Neu Auchtert, Brittlinger, Eichen, Eßwiesen, Hofgarten, Lange Bruck, Nonnenwiesen, Schlipfe, Stelle, Sulz und Äußere Sulz, Täle und Überlingerwiesen sowie Teile des Hofwalds.  
Das Gebiet gehört zum Naturraum Hohe Schwabenalb. Der Hofwald liegt in den Oxford-Schichten des weißen Juras, der Untergrund des restlichen Gebiets wird vorwiegend von Umlagerungssedimenten (Hangschutt, Rutschmassen) aus den darüber liegenden Jura-Schichten gebildet.

## Landschaftscharakter
Das Scharlenbachtal öffnet sich nach Osten zum Starzeltal. Auf den Talhängen befinden sich große Magerrasenflächen, teilweise mit Obstbäumen in Streuobstnutzung, weiter nach Osten werden die Magerrasen auf den ebeneren Flächen von mageren Flachland-Mähwiesen abgelöst. Der Hofwald befindet sich an der linken, südexponierten, sehr steilen Talflanke des Kleintälebachs, einem Zufluss des Scharlenbachs. Es handelt sich hierbei um einen naturnahen Hangschuttwald.

## Flora und Fauna
Im Gebiet kommen zahlreiche seltene und geschützte Pflanzenarten vor, darunter die Traubige Graslilie, Davalls Segge, die Gelbe Spargelerbse, der Deutsche Ginster, die Kugelige Teufelskralle, das Fleischfarbene Knabenkraut, die Knollige Kratzdistel, der Frühlings-Enzian und Mayers Sommerwurz.
Nennenswerte Tierarten im Gebiet ist das Elegans-Widderchen, das Bergkronwicken-Widderchen, die Schmale Windelschnecke, die Ringelnatter und der Feuersalamander.

## Zusammenhängende Schutzgebiete
Das Naturschutzgebiet ist Bestandteil des FFH-Gebiets Reichenbach und Killertal zwischen Hechingen und Burladingen und des Vogelschutzgebiets Südwestalb und Oberes Donautal. Im Norden, Westen und Süden ist es vom Landschaftsschutzgebiet Oberes Starzeltal und Zollerberg umschlossen.